# A Vontade Superstar
A Vontade Superstar é o segundo álbum de estúdio do cantor, compositor e produtor musical brasileiro Bruno Morais. Foi gravado entre novembro de 2005 e dezembro de 2009, lançado no Brasil em 2005 pela YB Music e em 2012 na Europa e Estados Unidos pela extinta Black Brown and White. O álbum possui co-produção de Guilherme Kastrup e conta com a colaboração de mais de 40 artistas do mundo inteiro.

## Sobre o álbum
O projeto nasceu em Seattle dentro da Red Bull Music Academy, concorrido laboratório de criação, música e tecnologia para qual Bruno havia sido selecionado em dezembro de 2005. Em Seattle o artista se deparou com uma infinidade de possíveis colaboradores e inspirações e começou a trabalhar nas canções que nasciam desses encontros, nas letras que escrevia em seus caderninhos e nos arranjos que se construíam nesses processos. De volta ao Brasil depois de algumas sessões de gravação, Bruno já tinha um conceito para o álbum e 4 canções pré produzidas incluindo A Vontade, parceria dele com a fotógrafa e curadora Ivana Debértolis. Em 2006 Bruno conheceu Guilherme Kastrup, produtor musical, baterista e percussionista já consagrado na cena independente musical paulista. Com Kastrup o artista montou sua banda base para a realização de um show no México em 2007 e, a partir do repertório e arranjos criados para essa apresentação e das sessões de gravação e criação em Seattle, trabalharam e lapidaram as canções por mais dois anos nos estúdios da YB Music e outros estúdios espalhados pelo mundo que registravam outras colaborações que eram enviadas pela internet. Desse processo nasceram em 2009 as 12 faixas de A Vontade Superstar. A identidade visual e projeto gráfico do álbum foram criados pelo designer e fotógrafo Rodrigo Sommer a partir de ilustrações criadas especialmente para o projeto pelo artista plástico e ilustrador Marcelo Cipis.
O álbum de carreira longeva foi apontado pela mídia especializada como uma das melhores surpresas do ano e figurou em diversas listas entre os 10 melhores lançamentos de 2009. O disco rendeu ao artista diversas matérias, entrevistas e críticas em inúmeras publicações nacionais e internacionais durante sua trajetória até aqui. No Brasil, O Globo, Folha de S. Paulo, O Estado de São Paulo, Rolling Stone, G1 e Revista +Soma são alguns exemplos de publicações que se dedicaram em escrever sobre o álbum e no exterior à época de seu lançamento internacional em 2012, obteve atenção de Le Monde, Les Inrockuptibles, The Guardian, Mojo, Kultur Spiegel, El País e Wax Poetics. Quase todas as faixas do disco integraram inúmeras playlists em programas de rádio especializados em música independente pelo mundo como Vozes do Brasil, Programa Radioca, La Cumbuca, Caipirinha Appreciation Society, Gilles Peterson Worldwide e Deutschlandfunk Corso - Kunst & Pop para citar alguns.
Em 2010 a canção A Vontade foi trilha de alguns programas como Skate Paradise da ESPN Brasil e A Fazenda na Rede Record. A Vontade ganhou versões ao vivo da cantora Luísa Maita para sua primeira grande turnê nacional e internacional e também da cantora, artista plástica e performer Laura Wrona em seus shows no circuito underground de São Paulo. A Vontade ganhou também arranjo vocal do Coral Grupo de MPB da UFPR de Curitiba em seu álbum de estúdio.
A faixa Há de Ventar, conquistou maior reconhecimento nacional e internacional como parte da trilha da série/telenovela Verdades Secretas, grande sucesso da TV Globo de 2015. A canção teve grande destaque na trama e até hoje é vastamente citada e compartilhada nas redes sociais e plataformas digitais.
O álbum gerou 3 vídeoclipes. O vídeo de A Vontade foi dirigido por Pedro Molinos e Rodrigo Grota com participação do dançarino, coreógrafo e performer Jorge Garcia, lançado em outubro de 2009 com exclusividade pela MTV Brasil. A faixa Hino dos Corações Partidos ganhou vídeo dirigido por Daniela Cucchiarelli com fotografia de Andrea Capela e foi lançado em novembro de 2009, com estreia na MTV Brasil e show na festa de encerramento da Mostra de Cinema. A faixa Há de Ventar em sua versão Radio Edit, possui clipe também dirigido por Daniela Cucchiarelli, lançado em 2015.

## Faixas
| A Vontade Superstar |                                   |                                      |                                                        |         |  |
| N.º                 | Título                            | Compositor(es)                       | Produtor(es)                                           | Duração |  |
| 1.                  | "Hino dos Corações Partidos F.C." | Bruno Morais Tomás Falqueiro         | Bruno Morais                                           | 3:03    |  |
| 2.                  | "A Vontade"                       | Bruno Morais Ivana Debértolis        | Guilherme Kastrup Bruno Morais                         | 4:01    |  |
| 3.                  | "O Mundo é Assim"                 | Alvaiade                             | Guilherme Kastrup Bruno Morais Vitamin D Lars Bartkuhn | 3:20    |  |
| 4.                  | "Bombeiro Vermelho"               | Bruno Morais                         | Guilherme Kastrup Bruno Morais                         | 4:44    |  |
| 5.                  | "Planos"                          | Bruno Morais                         | XXXChange Bruno Morais                                 | 3:59    |  |
| 6.                  | "Pode Sorrir"                     | Guilherme de Brito Nelson Cavaquinho | Guilherme Kastrup Bruno Morais                         | 2:37    |  |
| 7.                  | "Boa Nova"                        | Bruno Morais                         | Guilherme Kastrup Bruno Morais                         | 2:25    |  |
| 8.                  | "Hoje eu vou te Acordar"          | Bruno Morais Romulo Fróes            | Guilherme Kastrup Bruno Morais                         | 2:55    |  |
| 9.                  | "Aparelho Sensível"               | Bruno Morais                         | Guilherme Kastrup Bruno Morais                         | 3:02    |  |
| 10.                 | "Continuar"                       | Bruno Morais Rafael Fuca             | Guilherme Kastrup Bruno Morais                         | 3:14    |  |
| 11.                 | "Do Inferno 2"                    | Bruno Morais                         | Guilherme Kastrup Bruno Morais                         | 3:45    |  |
| 12.                 | "Há de Ventar"                    | Bruno Morais Tomas Falqueiro         | Guilherme Kastrup Bruno Morais                         | 6:41    |  |
| Duração total:      | Duração total:                    | Duração total:                       | Duração total:                                         | 43:46   |  |

## Créditos
- Bruno Morais - voz, vocais, produção, concepção, arranjos, produção executiva e direção artística
- Rafael Fuca - violão (2,3,4,9,7,10,11) e arranjo de base (2,3,7,9,10,11)
- Guilherme Kastrup - bateria (2.4,7,8,9,10,11,12), percussão (2,6,11), beats, passos e palmas (6) tear (1), arranjos de base (2,4,6,7,8,12), coro (3,6), vocais (12) gravação, (1,2,3,4,5,6,7,8,9,11), produção e direção artística (todas as faixas)
- José Ricardo Passeti - violão (1,6,8), violão solo (1,3), arranjo de base (1,6,8), guitarra semi acústica (2), coro (3,6), passos e palmas (6)
- Regis “Mr. Spaceman” Damasceno - baixo (12), guitarras (10), arranjo de base (10,12), passos e palmas (6), coro (3,6) e vocais (12)
- Ricardo Prado - baixo, hammond organ e arranjo de base (8)
- Guizado Man - trompete (6,12), coro (3,6), passos e palmas (6), casiotone (8), flugelhorn (9), Roland SH-3A e arranjo de base (11)
- Marcelo Jeneci - wurlitzer (3,4,6),  juno (4,6), organ (8), passos e palmas (6), coro (3,6), clavinet (10), piano, vocais e arranjo de base (12)
- Mauricio Fleury - piano (7), banjo (7), fender rhodes e arranjo de sopros (9)
- XXXChange - bateria, percussão, baixo, clavinet, minimoog, hammond organ, programações, produção e arranjo de base (4)
- Vitamin D - beats, co-produção e arranjo de base (3)
- Adam Wright - percussão (3)
- Andreas Sticken - scratches (3)
- Lars Bartkuhn - violão e fender rhodes (3)
- Anya - vocais e arranjos vocais (3,7)
- Romulo Fróes - coro (3,6) e passos e palmas (6)
- Filipe Barthem - baixo (2,3,7,9,10,11) e arranjo de base (4,9,10,11)
- Mizão - guitarra e arranjo de base (4)
- Toby Laing - bombardino, trompete e flugelhorn (2), cornetas (5) e arranjo de sopro (2,5)
- Bocato - trombone solo (2)
- Popó (Luiz Ricardo Serralheiro) - tuba (4)
- Paulo Siqueira - sax e arranjo de sopros (4)
- Henrique Hayashi - trombone (4)
- Jonas Aguiar - trompete (4)
- Marcelo Monteiro - flauta transversal (9)
- Marcos Suzano - percussão (4)
- Gisele Silva - vocais (1)
- Flávio Nunes -  arranjo vocal (1)
- Chico Salem -  vocais (5,12)
- Blubell - vocais (10)
- Julio Anizelli - gravação (1,2,4,7,9,10,11)
- Florencia Saravia - edição (2,3,7,10,12) e gravação (2,3,7,10,12)
- Vinicius Silva - assistência de gravação (2,3,4,6,7,8,10,11,12)
- Erik Bauer - gravação (2,3,6)
- Tony Nwachukwu  - gravação (2,3,6)
- Benoni Hubmaier -  gravação (6,12)
- Fabio Del Mazza - edição (2,3,5,6,7,9) e gravação (7,12)
- Alexandre Fontanetti - gravação (9)
- Carlos “Cacá” Lima - mixagem e masterização (todas as faixas)
- Missionário José - edição (4,12) e gravação (12)
- Diego Techera - assistência de gravação (2,3,4,6,7,8,10,11,12)
- Mauricio Tagliari - A&R (YB music)
- Rodrigo Sommer  - arte
- Marcelo Cipis - ilustrações
- Lili Molina - produção executiva